# Műugrás az 1948. évi nyári olimpiai játékokon
Az 1948. évi nyári olimpiai játékokon a műugrásban négy bajnokot avattak, két férfi és két női számban.

## Éremtáblázat
(A táblázatokban a rendező ország csapata eltérő háttérszínnel, az egyes számoszlopok legmagasabb értéke, vagy értékei vastagítással kiemelve.)
| Az 1948. évi nyári olimpiai játékok éremtáblázata műugrásban | Az 1948. évi nyári olimpiai játékok éremtáblázata műugrásban | Az 1948. évi nyári olimpiai játékok éremtáblázata műugrásban | Az 1948. évi nyári olimpiai játékok éremtáblázata műugrásban | Az 1948. évi nyári olimpiai játékok éremtáblázata műugrásban | Olimpia  |
| ------------------------------------------------------------ | ------------------------------------------------------------ | ------------------------------------------------------------ | ------------------------------------------------------------ | ------------------------------------------------------------ | -------- |
|                                                              | Ország                                                       | Arany                                                        | Ezüst                                                        | Bronz                                                        | Összesen |
| 1.                                                           | Egyesült Államok (USA)                                       | 4                                                            | 4                                                            | 2                                                            | 10       |
|                                                              |                                                              |                                                              |                                                              |                                                              |          |
| 2.                                                           | Mexikó (MEX)                                                 | 0                                                            | 0                                                            | 1                                                            | 1        |
| 2.                                                           | Dánia (DEN)                                                  | 0                                                            | 0                                                            | 1                                                            | 1        |
|                                                              |                                                              |                                                              |                                                              |                                                              |          |
| Összesen                                                     | Összesen                                                     | 4                                                            | 4                                                            | 4                                                            | 12       |

## Érmesek

### Férfi
| Az 1948. évi nyári olimpiai játékok érmesei férfi műugrásban |                                       |                                          |                                      |
| Versenyszám                                                  | Arany                                 | Ezüst                                    | Bronz                                |
| Műugrás                                                      | Bruce Harlan · Egyesült Államok (USA) | Miller Anderson · Egyesült Államok (USA) | Sammy Lee · Egyesült Államok (USA)   |
| Toronyugrás                                                  | Sammy Lee · Egyesült Államok (USA)    | Bruce Harlan · Egyesült Államok (USA)    | Joaquín Capilla Pérez · Mexikó (MEX) |

### Női
| Az 1948. évi nyári olimpiai játékok érmesei női műugrásban |                                          |                                           |                                           |
| Versenyszám                                                | Arany                                    | Ezüst                                     | Bronz                                     |
| Műugrás                                                    | Victoria Draves · Egyesült Államok (USA) | Zoe Ann Olsen · Egyesült Államok (USA)    | Patricia Elsener · Egyesült Államok (USA) |
| Toronyugrás                                                | Victoria Draves · Egyesült Államok (USA) | Patricia Elsener · Egyesült Államok (USA) | Birt Christoffersen · Dánia (DEN)         |